# COPEI
Das COPEI (abgeleitet von Comité de Organización Política Electoral Independiente;  deutsch unabhängiges politisches Wahlorganisationskomitee) war bis in die 1990er Jahre die zweitgrößte Partei Venezuelas. Mitbegründer und „Übervater“ der christdemokratischen Partei war Rafael Caldera, der von 1969 bis 1974 Staatspräsident war. Das COPEI stellte den Präsidenten in Venezuela von 1969 bis 1974 und 1979 bis 1984.
Die Partei wurde gegründet, um 1946 bei der ersten Wahl nach der (vorübergehenden) Einführung der Demokratie in Venezuela anzutreten. Ihr sperriger Name Comité de Organización Política Electoral Independiente war zunächst nur ein Provisorium, das davon abgeleitete Akronym COPEI bürgerte sich jedoch ein und wird bis heute verwendet, gelegentlich mit Zusatzbezeichnungen wie Partido Social Cristiano (‚Christlich-Soziale Partei‘) oder Partido Popular (‚Volkspartei‘). Ein umgangssprachlicher Name für die Partei ist partido verde („die grüne Partei“), abgeleitet von ihrer Kampagnenfarbe. 

## Geschichte

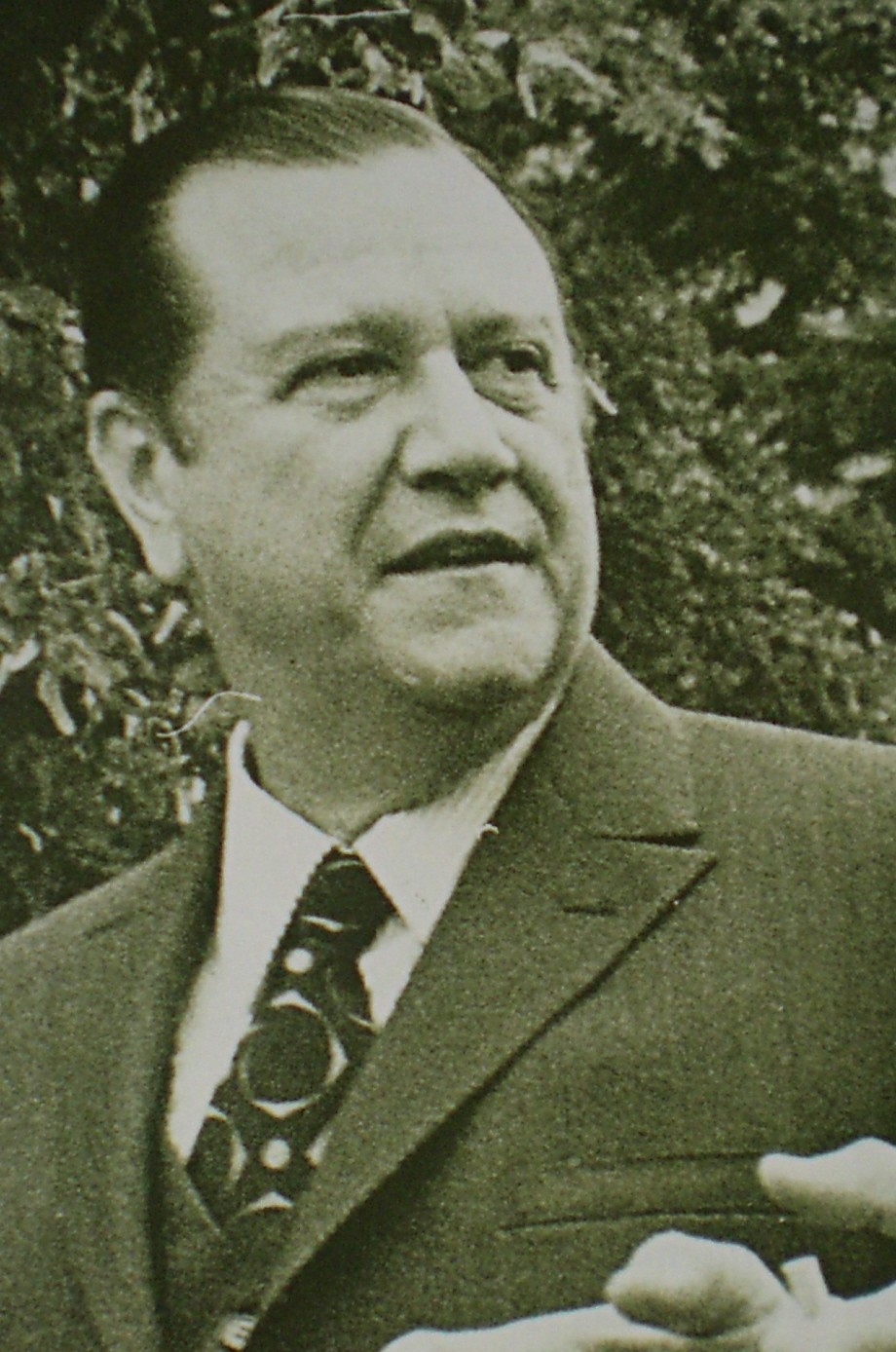
Parteigründer Rafael Caldera

Ihre historischen Wurzeln hat die Partei im politischen Katholizismus, der ab den 1930er-Jahren in Venezuela an Bedeutung gewann. Vorläufer waren die 1936 gegründete katholische Studentenorganisation Unión Nacional Estudiantil (UNE; ‚Nationale Studentenunion‘) und die 1938 gegründete Partei Acción Nacional (AN; ‚Nationale Aktion‘). Von Anfang an spielte Rafael Caldera eine bedeutende Rolle. Er war ein Mitglied der internationalen katholischen Studentenorganisation Pax Romana und der Laienbewegung Katholische Aktion. Caldera und seine Mitstreiter waren durch die Auseinandersetzungen mit linksgerichteten Studenten geprägt, wollten aber eine Partei im Sinne der christlichen Soziallehre schaffen, die nicht von reaktionären Konservativen geprägt war und auch nicht unter dem unmittelbaren Einfluss der Kirche stand.
Während der Militärdiktatur von 1948 bis 1958 wurde das COPEI in seiner Betätigung behindert. Nach deren Ende schloss es mit den beiden anderen pro-demokratischen Parteien, der gemäßigt-nationalistischen Acción Democrática (AD) und der progressiv-liberalen Unión Republicana Democrática (URD), das Abkommen von Punto Fijo. Darin einigten sie sich auf eine Koalitionsregierung und verabredeten, bestimmte umstrittene Bereiche aus der politischen Debatte auszuklammern, um ein stabiles demokratisches System zu schaffen. Damit wurde der Grundstein für die paktierte Demokratie gelegt, in der sich AD und COPEI nach dem Niedergang der URD in den folgenden drei Jahrzehnten ohne ernsthafte politische Konkurrenz an der Macht abwechselten. Caldera gewann die Wahlen 1968 und wurde Präsident.
Während seiner Regierungszeit entfernte sich das COPEI weiter von seinen spezifisch katholischen Wurzeln und entwickelte sich zu einer relativ unideologischen Partei der politischen Mitte. Nach der Präsidentschaft Calderas (1969–74) und fünf Jahren in der Opposition, stellte das COPEI von 1979 bis 1984 mit Luís Herrera Campíns zum zweiten Mal den Präsidenten. Das Zwei-Parteien-System mit seiner fehlenden Kontrolle und teilweise unklaren Zuständigkeiten führte zu einem aufgeblähten Apparat, grassierender Korruption und abnehmendem Vertrauen der Bevölkerung in die Politik. Rafael Caldera wandte seiner Partei vor den Wahlen 1993 den Rücken und trat als Kandidat des Bündnisses Convergencia Nacional, mit Unterstützung kleinerer, linker Oppositionsparteien, an und wurde zum zweiten Mal Präsident, nun ohne das Parteibuch des COPEI. Damit gab er seine ehemalige Partei dem praktischen Absturz in die politische Bedeutungslosigkeit preis.

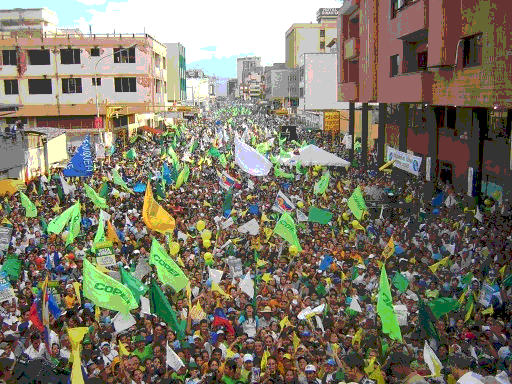
Demonstration von Anhängern des COPEI gegen die Regierung Chávez in Táchira (2007)

Ihre Bedeutung schwand noch schneller als die der anderen Traditionspartei AD. Auch in der Opposition zur Regierungskoalition des ab 1998 regierenden Präsidenten Hugo Chávez spielt sie nur eine untergeordnete Rolle. Bei den Parlamentswahlen 2000 erreichte sie nur noch fünf der 165 Sitze in der Nationalversammlung, 2005 beteiligte sie sich nicht an den Parlamentswahlen. Bei den Parlamentswahlen 2010 bekam die Partei wieder fünf Sitze. Seit 2008 ist sie Teil des Oppositionsbündnisses Mesa de la Unidad Democrática (MUD) gegen die Regierungen Chávez’ und seines Nachfolgers Nicolás Maduro. Der gemeinsame Präsidentschaftskandidat der Opposition bei den Wahlen 2012 und 2013, Henrique Capriles, hatte seine Karriere beim COPEI begonnen, gehört aber seit 2000 der neueren Mitte-rechts-Partei Primero Justicia an.

## COPEI in der Nationalversammlung
Folgende COPEI-Politiker sind 2010 Abgeordnete bei der Nationalversammlung:
- Enrique Mendoza (Miranda)
- Gabino Paz (Táchira)
- Abelardo Díaz (Táchira)
- Homero Ruíz (Táchira)
- Mervin Méndez (Zulia)